# Fitzroy River, Victoria
Fitzroy River är ett vattendrag i Australien. Det ligger i delstaten Victoria, omkring 280 kilometer väster om delstatshuvudstaden Melbourne.
Genomsnittlig årsnederbörd är 1 016 millimeter. Den regnigaste månaden är juni, med i genomsnitt 164 mm nederbörd, och den torraste är februari, med 28 mm nederbörd.